# Katl-Imi Mons
Il Katl-Imi Mons è una struttura geologica della superficie di Venere.